# Streptomyces achromogenes
Streptomyces achromogenes es una especie de bacteria gram-positiva perteneciente al género Streptomyces. S. achromogenes puede cultivarse a 28 °C en un medio con glucosa y extractos de levadura y malta.
S. achromogenes es la fuente de las enzimas de restricción SacI y SacII, así como del antibiótico sarcidina. Una cepa de la bacteria llamada S. achromogenes var. streptozoticus fue la fuente original del fármaco estreptozocina, empleado en el tratamiento del cáncer pancreático.